# Гиниятуллина, Альфиза Муллахматовна
Альфиза Муллахматовна Гиниятуллина (род. 17 октября 1936) — оператор по добыче нефти и газа, Герой Социалистического Труда (1982), заслуженный нефтяник Башкирской АССР (1986).

## Биография
Альфиза Муллахматовна Гиниятуллина родилась 17 октября 1936 года в селе Ямады Янаульского района БАССР. По национальности башкирка. Образование — среднее.
Трудовую деятельность начала в августе 1954 года лаборанткой Ямадинской средней школы. С сентября 1955 года работала машинисткой транспортёра шахты № 24-38 треста «Коспашуголь» Пермской области, с июня 1957 года — стерженщицей Уральского вагонного завода в Нижнем Тагиле Свердловской области.
С июля 1964 года — оператор по добыче нефти и газа нефтепромысла № 3 нефтегазодобывающего управления «Краснохолмскнефть» производственного объединения «Башнефть». Альфиза Муллахматовна обслуживала около 10 скважин, постепенно число их росло, перед выходом на пенсию составило более 30.
За годы десятой пятилетки (1976—1980) бригада, в которой работала Альфиза Муллахматовна Гиниятуллина, добыла сверх плана 14 150 тонн нефти при обязательстве 14 000 тонн. Успешно трудился коллектив и в 1981 году, добыв сверх плана 3500 тонн нефти. За первый квартал 1982 года при обязательстве 800 тонн бригада добыла сверх плана 900 тонн нефти.
Альфиза Муллахматовна Гиниятуллина одной из первых начала применять прогрессивные технологии в процессе нефтедобычи, в частности обработку скважин различными химическими реагентами для борьбы с отложениями парафина и минеральных солей на нефтепромысловом оборудовании. Плодотворно занималась внедрением новой техники и технологии. В годы десятой пятилетки и первый год одиннадцатой пятилетки (1981—1985) подала и внедрила 7 рационализаторских предложений.
За выдающиеся производственные достижения, досрочное выполнение планов и социалистических обязательств десятой пятилетки, проявленную при этом трудовую доблесть Указом Президиума Верховного Совета СССР от 2 июля 1982 года Альфиза Муллахматовна Гиниятуллиной присвоено звание Героя Социалистического Труда.
В 1987 году Альфиза Муллахматовна вышла на пенсию. Живёт в селе Ямады Янаульского района Башкортостана.
В честь Гиниятуллиной её именем на родине названа улица.

## Награды и звания
- Герой Социалистического Труда (1982)
- Орден Ленина (1982)
- Орден Октябрьской Революции (1977)
- Орден «Знак Почёта» (1971)
- медали
- Заслуженный нефтяник Башкирской АССР (1986)